# Institut Árni-Magnússon
L'institut Árni Magnússon (Stofnun Árna Magnússonar en islandais) est un institut académique situé à Reykjavik en Islande.
Cet institut a pour rôle de préserver et d’étudier les manuscrits médiévaux contenant notamment le Landnámabók (le Livre de la colonisation de l'Islande), l'Íslendingabók (l'Histoire de l'Islande), la Heimskringla et les sagas. Depuis 2006, l'institut a absorbé le Íslensk málstöð, l'académie de la langue islandaise.

## Histoire
Quand le gouvernement danois accorda leur autonomie aux Islandais en 1904, le parlement islandais (Alþing) demanda aux Danois de leur restituer la collection considérable de manuscrits rassemblée par le savant Árni Magnússon.
En 1927, un certain nombre d’entre eux furent rendus et l’institut renommé « Handritastofnun Íslands », pour Institut islandais des manuscrits.
En 1972, quand ils eurent récupéré la quasi-totalité des manuscrits, le nom changea encore pour devenir « Stofnun Árni Magnússonar á Íslandi », l'Institut Árni Magnússon en Islande, plus généralement connu sous le nom de « Árnastofnun ». Cet institut est indépendant mais entretient des liens étroits avec l’université d'Islande.
En 1974, l'Islande récupère la collection Möðruvallabók qui est constituée de textes anciens regroupant environ 1 350 manuscrits et parchemins des sagas islandaises du Moyen Âge.

## Situation géographique
L’institut se trouve dans le bâtiment (Árnagarður), sur le campus de l’université d’Islande, à Reykjavík.

## Manuscrits
L’institut contient un grand nombre de manuscrits inestimables :
- AM 113 fol (Íslendingabók)
- AM 371 4to (Landnámabók)
- AM 738 4to
- GKS 1005 fol (Flateyjarbók)
- GKS 2367 4to	(Edda de Snorri)
- SÁM 66 (en)